# Рабиндранат Тагор
Рабиндранат Тагор (бен. रवीन्द्रनाथ ठाकुर, енгл. Rabindranath Tagore; Калкута, 7. мај 1861 — Калкута, 7. август 1941), био је индијски књижевник, драматург и филозоф. Утицао је на обликовање бенгалске књижевности и музике, као и индијске умјетности с краја 19. и почетком 20. века. Писао је романе, приче, пјесме, плесне драме и есеје у којима је тематизовао лична ставове и политичке токове. Био је велики заговорник независности од Британије. Његове композиције су изабране за националне химне Индије и Бангладеша, а национална химна Шри Ланке надахнута је његовим радом.
Године 1913. добио је Нобелову награду за књижевност, чиме је постао први неевропски књижевник коме је уручена ова престижна награда.

## Биографија
Рабиндранат Тагор рођен је 7. маја 1861. на дворцу Јорасанко у Калкути, главном граду индијске државе Западни Бенгал. Био је седмо и најмлађе дете у породици. Отац му је био Девендранах Тагор (Debendranath Tagore), хиндуистички филозоф и верски мистик, вођа једног од најбитнијих реформских покрета тог времена, а мајка Сарада Деви (Sarada Devi). У раном детињству остао је без мајке, а отац је током његовог одрастања путовао по свету, па је одрастао углавном са слугама. Породица Тагор била је на челу бенгалске ренесансе. Из ове породице потекло је много књижевника, филозофа и сликара. Чланови ове породице објављивали су разна књижевна дела у часописима, као и бенгалске и западњачке музичке класике. Његов најстарији брат је био филозоф и песник, други брат је био индијски државни службеник, а трећи музичар, композитор и драматичар. Једна сестра била је романописац.
Тагор је у великој мери избегао формално школовање. До седамнаесте године образовао се код куће. Старији брат подучавао га је у пливању, гимнастици и рвању. Показивао је изузетне резултате у цртању, анатомији, географији, историји, књижевности, математици и енглеском језику. Када је напунио једанаест година, у фебруару 1873. године, са оцем је отишао на вишемесечно путовање по Индији. Тамо је Тагор проучавао биографије, историју, анатомију, савремену науку и класичну поезију. Када је напунио седамнаест година на очево инсистирање отишао је у Енглеску и да би студирао права. Студије у Енглеској није довршио, већ се вратио у Индију где се бавио писањем, драматургијом, поезијом, филозофијом и подучавањем. До своје педесет прве године са својим причама, песмама и драмским комадима остварио је делимичан успех у Калкути, где је рођен и одрастао. Своје кратке приче објављивао је у месечнику једног пријатеља, а био је и главни глумац у неколико својих представа. Ван Калкуте је био мање познат, а ван Индије потпуно непознат.
Године 1912. превео је на енглески језик своју збирку песама „Гитанџали“, коју је на бенгалију објавио две године раније и објавио је у Лондону. Његове песме доживеле су велики успех код европске публике, толики да је већ 1913. за ову збирку песама добио Нобелову награду за књижевност, за збирку песама „Гитанџали“ („Песме даровнице”) која се састоји од 103 песме у прози. Ове песме су већином настале у мрачном периоду песниковог живота, када су га задесиле тешке породичне трагедије. Најпре му је умрла супруга, а затим ћерка и син.
Године 1915. британска влада му је доделила титулу витеза, али се титуле одрекао четири године касније, 1919. у знак протеста због Масакра у Амритсару, када су британске трупе погубиле четири стотине Индијаца. Био је противник милитаризма и национализма. Залагао се за промоцију принципа духовности, мултикултурализма и толеранције. У Индијском националистичком покрету био је повремени учесник. Ту се упознао и спријатељио са Махатмом Гандием и у политици подржавао његову борбу. Прихватио је многа западна схватања, али не и прагматизам и материјализам.
Године 1921. основао је експерименталну школу Сантиникетан, познату и под називом Вишва Бхарати. Школа се заснива на упандисанским образовним идеалима. Велики део новца који је зарађивао држећи предавања трошио је на проширење ове школе. Школу је основао као алтернативу дотадашњем слабом образовном систему. Школски програм био је склоп традиционалних и западњачких идеја. Од 2023. године школа се налази на листи Светске баштина Унеска. Своја филозофска схватања заснивао је на бази универзалног морала и културног идентитета и заступао став да се слободно и праведно друштво може градити на разликама.
Осим књижевним радом Тагор се бавио сликањем и компоновањем. Такође га је интересовала и физика, па је 1930. године дебатовао је са Албертом Анштајном на тему нових принципа квантне механике и хаоса.
Рабиндранат Тагор умро је у свом родном граду 7. августа 1941. године.

## Књижевни рад
Прве песме Рабиндранат Тагор је написао у својој осмој години. Инспирацију је пронашао у лепоти природе, уочавајући њене најситније детаље. Већ са шеснаест година објављивао је прве значајније песме, али под псеудонимима. Прве две збирке песама, „Вечерње песме“ и „Јутарње песме“, објавио је током боравка на студијама у Лондону.
Током свог стваралачког рада написао је више од 1.000 поема, 24 драме, осам романа, више од 2.000 песама, велики број есеја и друге прозе. Његова поезија се одликује једноставношћу емоција, есеји јачином мисли, а романи друштвеном свешћу. Писао је поетичне духовне и живописне песме, али многа његова дела су остала непозната ван граница Бенгала. Главни циљ му је био повезивање истока и запада. Сам је преводио своју лирску поезију на енглески језик. Тагорове песме биле су једнако разумљиве читаоцима и у Индији и на Западу. Плодан писац био је и на пољу позоришних комада, мјузикла, путописа и мемоара. У његовом књижевном раду до пуног изражаја долази симболизам и алегоричност. Бавио се и свакодневним животним темама, које наводе на филозофске анализе, а све у складу са својим религијско-филозофским идеалима. Кроз разне поступке ликова у романима вршио је наративни приказ традиционалних гледишта. Зачетник је модерног индијског романа.
Године 1913. добио је Нобелову награду за књижевност, чиме је постао први неевропски књижевник коме је уручена ова престижна награда. Пре њега је од неевропљана то успело само Теодору Рузвелту, бившем америчком председнику, који је 1906. добио Нобелову награду за мир.

### Најзначајнија дела
- Збирка песама „Гитанџали“ („Песме даровнице”) је за коју је добио Нобелову награду. Написао ју је 1910. године у Бенгалу, а 1912. је објављена и у Лондону, на енглеском језику. Садржи 103 песме у прози. Ова збирка песама објављена је на српском језику више пута. Прво издање на српском језику, које је превео Павао Вук Павловић, објављено је 1914. године,[12] а према преводу из 1960. збирка је објављена и на Брајевом писму.[13]
- Збирка песама „Градинар“ је његова најпознатија збирка песама коју је објавио 1913. године.[14] Српски превод објављен је већ 1923. Збирку песама је превео Давид Пијаде,[а] а објавила издавачка кућа „Време”.[15]
- Роман „Бродолом“, његов најпознатији роман, српским читаоцима доступан је од 1940. године, када је преведен на хрватски језик, док се прво српско издање појавило 1955. године.[16]

## Друштвени утицај
Рабиндранат Тагор утицао је на обликовање бенгалске књижевности и музике, као и индијске уметности крајем 19. и почетком 20. века. Модернизовао је бенгалску уметност тако што се одупирао језичким ограничењима. Многе своје песме Тагор је сам компоновао и оне се у Индији и данас певају као народне песме. Написао је речи и музику индијске националне химне (Ђана Гана Мана). Такође је аутор речи и мелодије песме која је данас химна Бангладеша (Амар шонар Бангла).

## Тагор у Србији
Рабиндранат Тагор посетио је Београд 14. новембра 1926. године. Допутовао је возом из Загреба и том приликом на Београдској железничкој станици, према писању „Политике”, дочекао га је велики број Београђана. Песник се на станици кратко обратио окупљеним људима, добио букет цвећа и захвалио се на топлом дочеку. Тагор је у Београду тада одржао два предавања на којима се „скупио цео град”, имао је ручак са „Пен клубом” у хотелу Српски краљ, а добио је на поклон и народну ношњу са Косова. У листу „Време” изашао је интервју који је са њим водио Станислав Винавер, а у „Политици” карикатура Тагора у разговору са Николом Пашићем, дугогодишњим премијером.
Јула 2021. у београдском парку Ушће, у близини Бранковог моста, откривен је споменик овом чувеном индијском књижевнику.